# Blåeukalyptus
Blåeukalyptus (Eucalyptus leucoxylon) är en art i familjen myrtenväxter. Arten kommer ursprungligen från sydöstra Australien. I Sverige används arten som krukväxt.
Blåekalyptus blir i hemlandet ett 30 m högt städsegrönt träd med flagnande bark. Bladen är vanligen gråaktiga, 7-20 cm långa och till 3,5 cm vida. Blommorna sitter tre och tre, de är hängande och cirka 3 cm i diameter. Blomfärgen varierar från vitt till rosa och rött. Frukten blir cirka 1,2 cm i diameter. 
Blåeukalyptus hör till de mer härdiga arterna och klarar -8°C.

## Underarter
Tre underarter kan urskiljas:
- subsp. leucoxylon
- Storfruktig blåeukalyptus (subsp. pruinosa) - har större frukter.
- subsp. stephaniae

## Synonymer
subsp. leucoxylon
- Eucalyptus leucoxylon subsp. connata Rule
- Eucalyptus leucoxylon var. angulata Benth.
- Eucalyptus leucoxylon var. erythrostema F.Muell. ex Miq.
- Eucalyptus leucoxylon var. rostellata Miq.
- Eucalyptus leucoxylon var. rugulosa Miq.

subsp. pruinosa (F.Muell. ex Miq.) Boland 
- Eucalyptus leucoxylon subsp. bellarinensis Rule
- Eucalyptus leucoxylon subsp. megalocarpa Boland
- Eucalyptus leucoxylon var. macrocarpa J.E.Br.
- Eucalyptus leucoxylon var. pauperita J.E.Br.
- Eucalyptus leucoxylon var. pruinosa F.Muell. ex Miq.

subsp. stephaniae Rule 